# Slalom

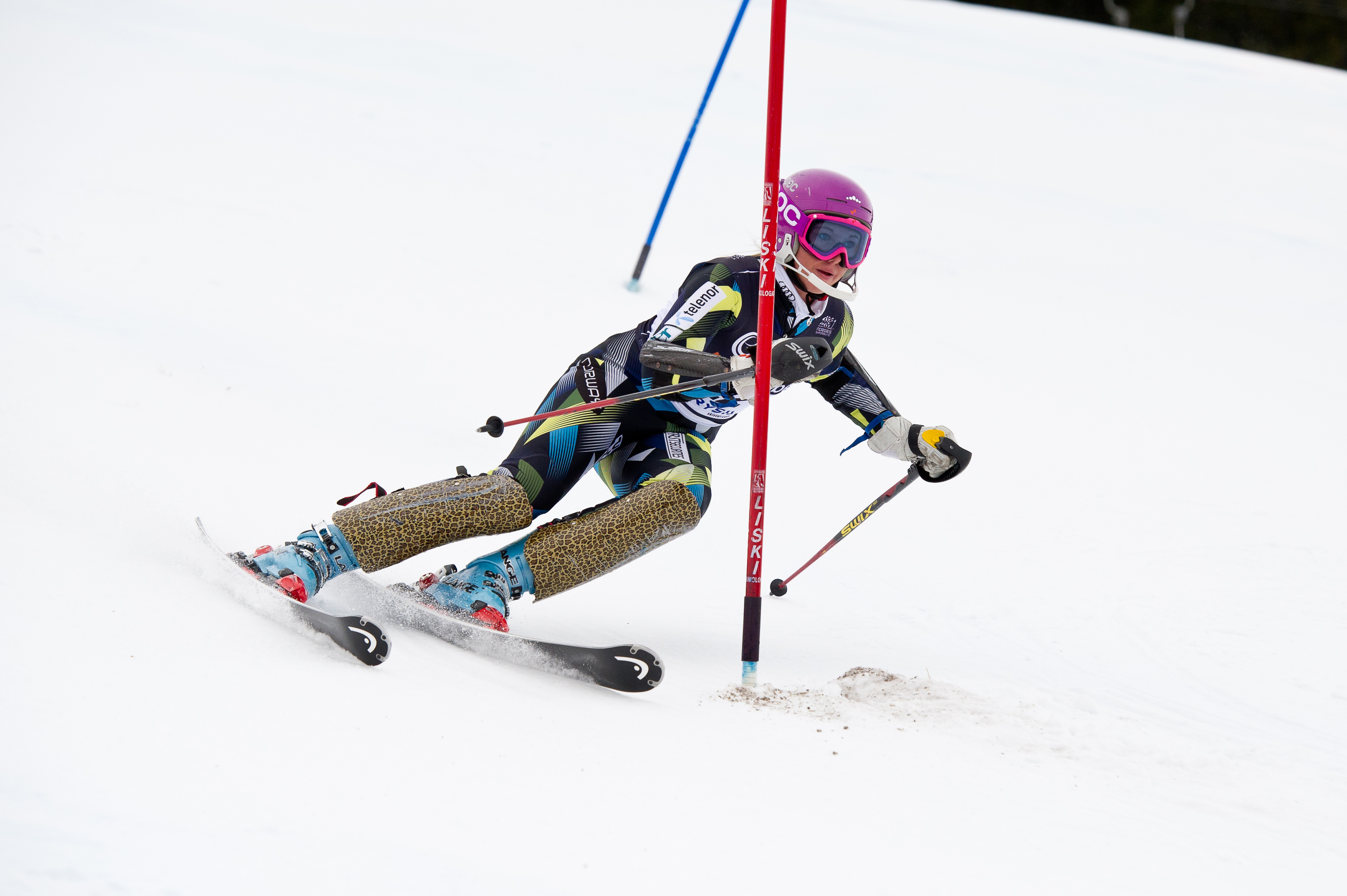
Tonje Sekse compite en un slalom.

Slalom es una disciplina de esquí alpino y snowboard alpino, que implica esquiar entre varas o puertas. Estos están espaciados más cerca que los del slalom gigante, el slalom supergigante y el descenso, lo que requiere giros más rápidos y cortos. A nivel internacional, el deporte se disputa en los Campeonatos del Mundo de Esquí Alpino de la FIS y en los Juegos Olímpicos de Invierno.
El término también puede referirse al esquí acuático en un esquí.

## Historia

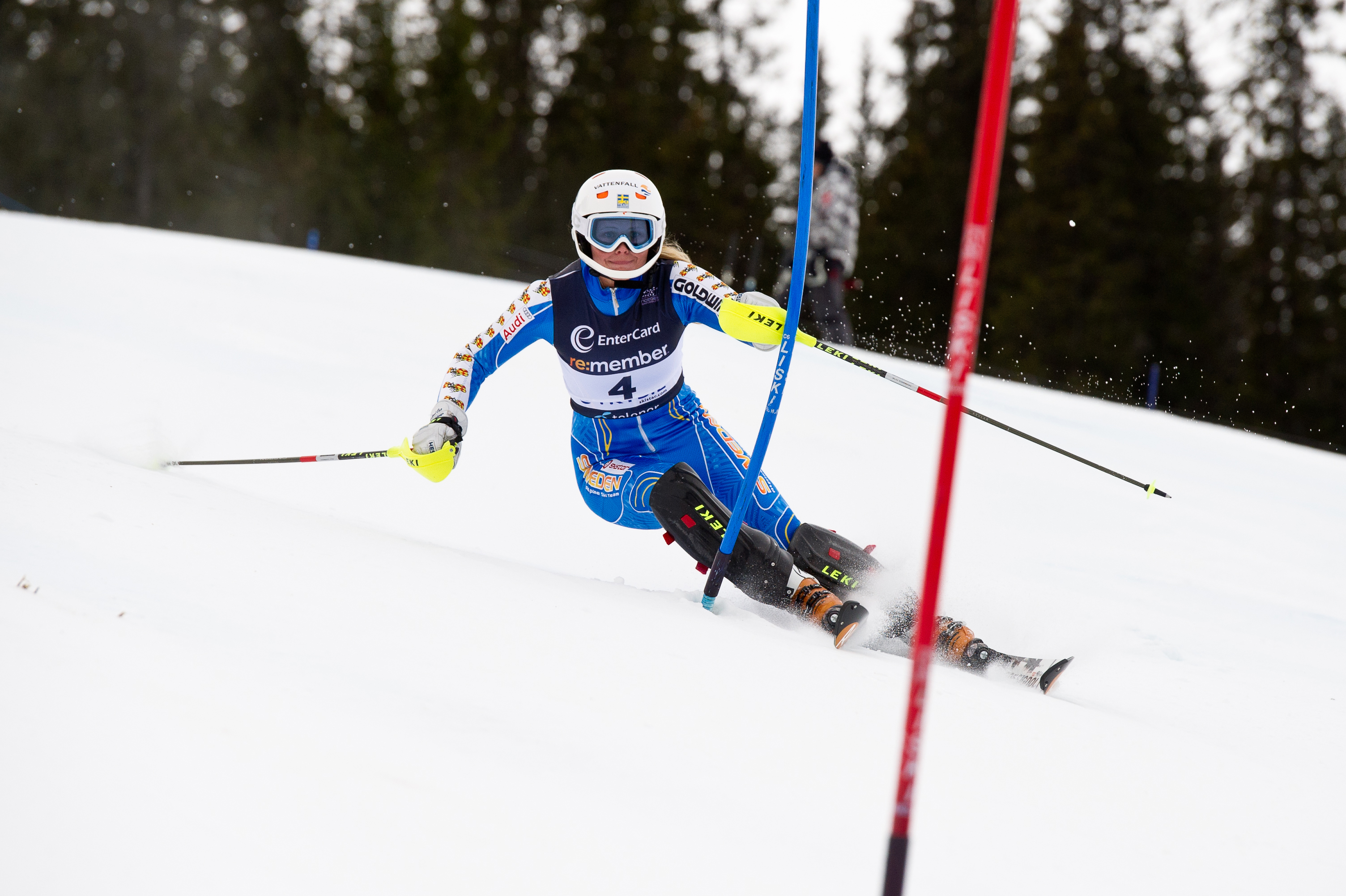
Nathalie Eklund realiza una prueba de slalom en Trysil, Noruega en 2011

El término slalom proviene del dialecto Morgedal / Seljord de la palabra noruega "slalåm": "sla", que significa "ladera ligeramente inclinada", y "låm", que significa "pista de esquíes". Los inventores del esquí moderno clasificaron sus pistas según su dificultad. Slalåm era un sendero utilizado en Telemark por niños y niñas que aún no podían probarse a sí mismos en las pistas más desafiantes. Ufsilåm era un sendero con un obstáculo ( ufse ) como un salto, una valla, un giro difícil, un desfiladero, un acantilado (a menudo de más de 10 metros de altura) y más. Una competencia de descenso militar noruego en 1767 incluía correr cuesta abajo entre árboles "sin caerse ni romperse los esquís". Sondre Norheim y otros esquiadores de Telemark practicaron uvyrdslåmo "cuesta abajo irrespetuoso / imprudente" donde corrieron cuesta abajo en un terreno difícil y no probado (es decir, fuera de pista). La "carrera de esquí" de 1866 en Oslo fue una competencia combinada de esquí de fondo, salto y slalom. En el slalom se permitió a los participantes usar bastones para frenar y conducir, y se les dio puntos por estilo (postura apropiada del esquiador). A finales del siglo XIX, los esquiadores noruegos participaron en todas las ramas (salto, eslalon y campo a través) a menudo con el mismo par de esquís. El slalom y las variantes del slalom se conocían a menudo como carreras de montaña. Alrededor de 1900 se abandonan las carreras de montaña en los campeonatos de Oslo en Huseby y Holmenkollen. El desarrollo de Mathias Zdarsky del adhesivo Lilienfeld ayudó a modificar las carreras por las montañas en una especialidad de la región de los alpes.
Las reglas para el slalom moderno fueron desarrolladas por Arnold Lunn en 1922 para el Campeonato Nacional Británico de Esquí y adoptadas para el esquí alpino en los Juegos Olímpicos de Invierno de 1936. Bajo estas reglas, las puertas estaban marcadas con pares de banderas en lugar de con banderas individuales, estaban dispuestas de modo que los corredores tuvieran que usar una variedad de longitudes de giro para negociarlas, y la puntuación se basaba solo en el tiempo, en lugar de tanto en el tiempo como en el estilo.

## Recorrido

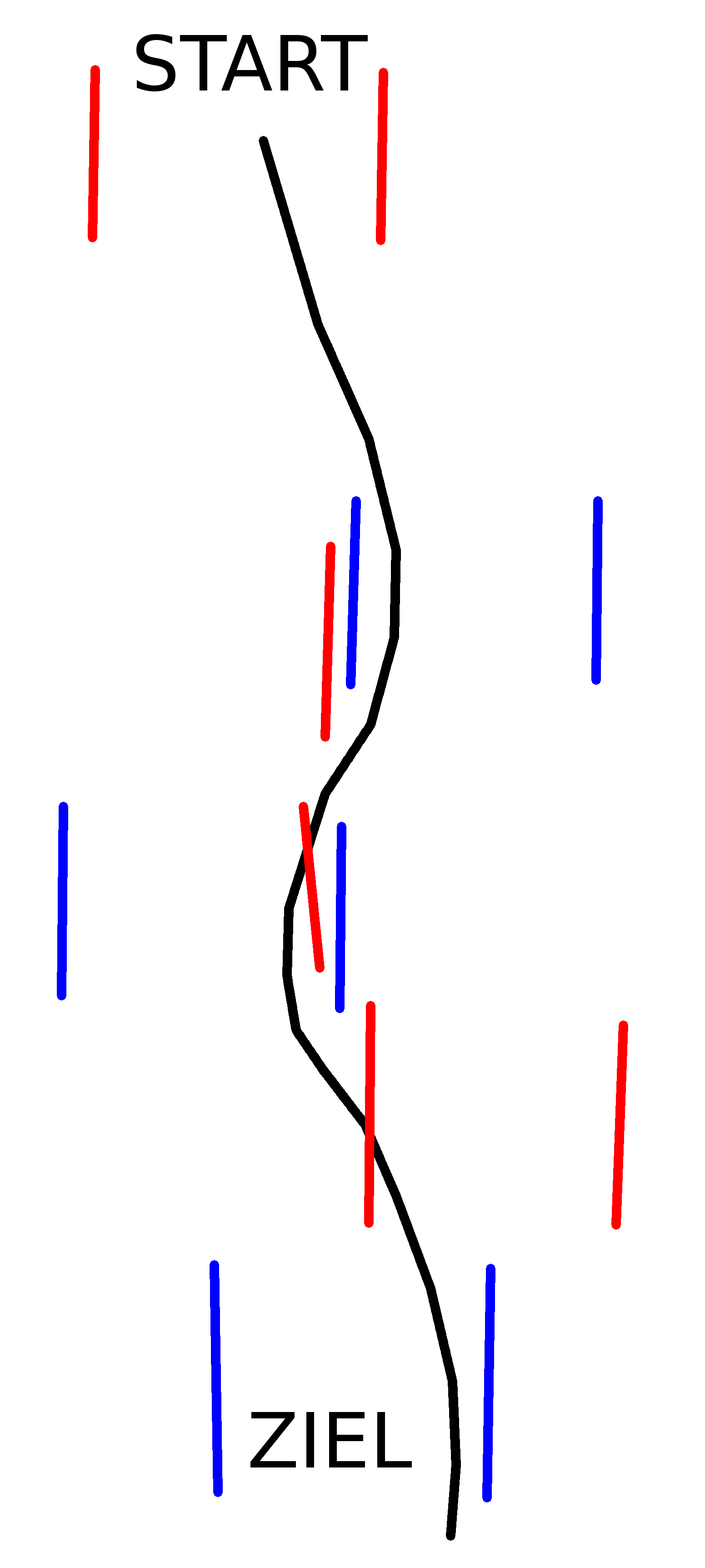
Ejemplo de un recorrido de slalom.

Un recorrido se construye colocando una serie de puertas, formadas por pares alternos de varas rojas y azules. El esquiador debe pasar entre las dos varas que forman la puerta, con las puntas de ambos esquís y los pies del esquiador pasando entre las varas. Un recorrido tiene de 55 a 75 puertas para hombres y de 40 a 60 para mujeres. El desnivel vertical para un campo de hombres es de 180 a 220 m y un poco menos para las mujeres. Las puertas están dispuestas en una variedad de configuraciones para desafiar al competidor.
Debido a que las compensaciones son relativamente pequeñas en el slalom, los corredores de esquí toman una línea bastante directa y, a menudo, empujan las varas hacia afuera del camino al pasar. Los corredores emplean una variedad de equipos de protección, incluyendo espinilleras, protectores de manos, cascos y protectores faciales.

## Despejando las puertas
Tradicionalmente, se utilizaban varas de bambú para las puertas, cuya rigidez obligaba a los esquiadores a maniobrar con todo el cuerpo alrededor de cada puerta. A principios de la década de 1980, las varas rígidas fueron reemplazadas por varas de plástico duro, con bisagras en la base. Las puertas con bisagras requieren, de acuerdo con las reglas de la FIS, solo que los esquís y las botas del esquiador rodeen cada puerta.
Las nuevas puertas permiten un camino más directo por una pista de slalom a través del proceso de bloqueo cruzado de las puertas. El bloqueo cruzado es una técnica en la que las piernas rodean la puerta con la parte superior del cuerpo inclinada hacia la puerta o incluso a través de ella; en este caso, la vara exterior y las espinilleras del corredor golpean la puerta, derribándola y apartándola del camino. El bloqueo cruzado se realiza empujando la puerta hacia abajo con los brazos, las manos o las espinillas. En 1989, la mayoría de los mejores esquiadores técnicos del mundo habían adoptado la técnica de bloqueo cruzado.

## Equipo

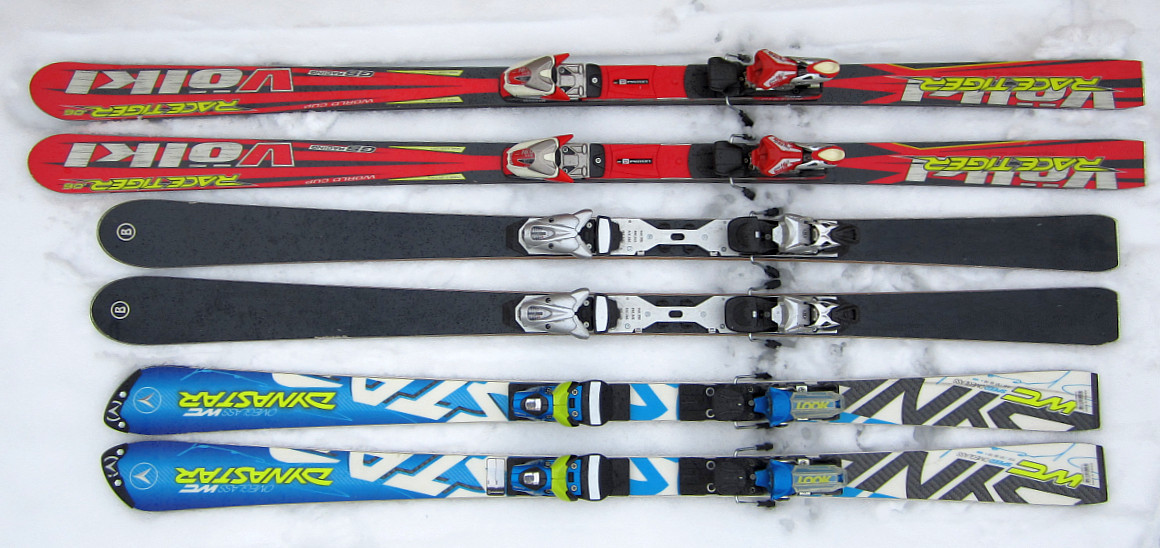
Abajo: esquís de carrera de slalom legal de la FIS 2013, arriba: esquís de carrera de slalom gigante de 2006

Con la innovación de los esquís con forma a principios del siglo XXI, el equipamiento utilizado para el slalom en la competición internacional cambió drásticamente. Los esquiadores de la Copa del Mundo solían esquiar con esquís de slalom a una longitud de 203 a 207 centímetros en las décadas de 1980 y 1990, pero en los Juegos Olímpicos de Invierno de 2002 en Salt Lake City, la mayoría de los competidores usaban esquís de 160 cm o menos.
La desventaja de los esquís más cortos fue que los atletas encontraron que las recuperaciones eran más difíciles con una plataforma más pequeña debajo de los pies. Preocupada por la seguridad de los atletas, la FIS comenzó a establecer longitudes mínimas de esquí para la competencia internacional de slalom. El mínimo se fijó inicialmente en 155 cm para los hombres y 150 cm para las mujeres, pero se aumentó a 165 cm para los hombres y 155 cm para las mujeres en la temporada 2003-2004.
Los mínimos y máximos de equipamiento impuestos por la Federación Internacional de Esquí (FIS) han creado una reacción violenta por parte de esquiadores, proveedores y aficionados. La principal objeción es que la federación está retrocediendo el equipamiento, y por ende el deporte, en dos décadas.
El estadounidense Bode Miller apresuró el cambio a los esquís de corte lateral más cortos y radicales cuando logró un éxito inesperado después de convertirse en el primer atleta olímpico junior en adoptar el equipo en slalom gigante y super-G en 1996. Unos años más tarde, la tecnología se adaptó a esquís de slalom también.

## Podios de la Copa del Mundo de Slalom masculino
En la siguiente tabla, los podios de la Copa del Mundo de slalom masculino en la Copa del Mundo desde la primera temporada en 1967.
| Temporada | 1.º                                                    | 2.º                                         | 3.º                                   |
| --------- | ------------------------------------------------------ | ------------------------------------------- | ------------------------------------- |
| 1967      | Jean-Claude Killy                                      | Guy Perillat                                | Heinrich Messner                      |
| 1968      | Dumeng Giovanoli                                       | Jean-Claude Killy                           | Patrick Russel                        |
| 1969      | Alain Penz Alfred Matt Jean-Noel Augert Patrick Russel |                                             |                                       |
| 1970      | Alain Penz                                             | Jean-Noël Augert Patrick Russel             |                                       |
| 1971      | Jean-Noël Augert                                       | Gustav Thöni                                | Tyler Palmer                          |
| 1972      | Jean-Noël Augert                                       | Andrzej Bachleda                            | Roland Thöni                          |
| 1973      | Gustav Thöni                                           | Christian Neureuther                        | Jean-Noël Augert                      |
| 1974      | Gustav Thöni                                           | Christian Neureuther                        | Johann Kniewasser                     |
| 1975      | Ingemar Stenmark                                       | Gustav Thöni                                | Piero Gros                            |
| 1976      | Ingemar Stenmark                                       | Piero Gros                                  | Gustav Thöni Hans Hinterseer          |
| 1977      | Ingemar Stenmark                                       | Klaus Heidegger                             | Paul Frommelt                         |
| 1978      | Ingemar Stenmark                                       | Klaus Heidegger                             | Phil Mahre                            |
| 1979      | Ingemar Stenmark                                       | Phil Mahre                                  | Christian Neureuther                  |
| 1980      | Ingemar Stenmark                                       | Bojan Križaj                                | Christian Neureuther                  |
| 1981      | Ingemar Stenmark                                       | Phil Mahre                                  | Bojan Križaj Steve Mahre              |
| 1982      | Phil Mahre                                             | Ingemar Stenmark                            | Steve Mahre                           |
| 1983      | Ingemar Stenmark                                       | Stig Strand                                 | Andreas Wenzel                        |
| 1984      | Marc Girardelli                                        | Ingemar Stenmark                            | Franz Gruber                          |
| 1985      | Marc Girardelli                                        | Paul Frommelt                               | Ingemar Stenmark                      |
| 1986      | Rok Petrovič                                           | Bojan Križaj Ingemar Stenmark Paul Frommelt |                                       |
| 1987      | Bojan Križaj                                           | Ingemar Stenmark                            | Armin Bittner                         |
| 1988      | Alberto Tomba                                          | Günther Mader                               | Felix McGrath                         |
| 1989      | Armin Bittner                                          | Alberto Tomba                               | Marc Girardelli Ole Kristian Furuseth |
| 1990      | Armin Bittner                                          | Alberto Tomba Ole Kristian Furuseth         |                                       |
| 1991      | Marc Girardelli                                        | Ole Kristian Furuseth                       | Rudolf Nierlich                       |
| 1992      | Alberto Tomba                                          | Paul Accola                                 | Finn Christian Jagge                  |
| 1993      | Thomas Fogdö                                           | Alberto Tomba                               | Thomas Stangassinger                  |
| 1994      | Alberto Tomba                                          | Thomas Stangassinger                        | Jure Košir                            |
| 1995      | Alberto Tomba                                          | Michael Tritscher                           | Jure Košir                            |
| 1996      | Sebastien Amiez                                        | Alberto Tomba                               | Thomas Sykora                         |
| 1997      | Thomas Sykora                                          | Thomas Stangassinger                        | Finn Christian Jagge                  |
| 1998      | Thomas Sykora                                          | Thomas Stangassinger                        | Hans Petter Buraas                    |
| 1999      | Thomas Stangassinger                                   | Jure Košir                                  | Finn Christian Jagge                  |
| 2000      | Kjetil André Aamodt                                    | Ole Kristian Furuseth                       | Matjaž Vrhovnik                       |
| 2001      | Benjamin Raich                                         | Heinz Schilchegger                          | Mario Matt                            |
| 2002      | Ivica Kostelić                                         | Bode Miller                                 | Jean-Pierre Vidal                     |
| 2003      | Kalle Palander                                         | Ivica Kostelić                              | Rainer Schönfelder                    |
| 2004      | Rainer Schönfelder                                     | Kalle Palander                              | Benjamin Raich                        |
| 2005      | Benjamin Raich                                         | Rainer Schönfelder                          | Manfred Pranger                       |
| 2006      | Giorgio Rocca                                          | Kalle Palander                              | Benjamin Raich                        |
| 2007      | Benjamin Raich                                         | Mario Matt                                  | Jens Byggmark                         |
| 2008      | Manfred Mölgg                                          | Jean-Baptiste Grange                        | Reinfried Herbst                      |
| 2009      | Jean-Baptiste Grange                                   | Ivica Kostelić                              | Julien Lizeroux                       |
| 2010      | Reinfried Herbst                                       | Julien Lizeroux                             | Silvan Zurbriggen                     |
| 2011      | Ivica Kostelić                                         | Jean-Baptiste Grange                        | Andre Myhrer                          |
| 2012      | André Myhrer                                           | Ivica Kostelić                              | Marcel Hirscher                       |
| 2013      | Marcel Hirscher                                        | Felix Neureuther                            | Ivica Kostelić                        |
| 2014      | Marcel Hirscher                                        | Felix Neureuther                            | Henrik Kristoffersen                  |
| 2015      | Marcel Hirscher                                        | Felix Neureuther                            | Alexander Khoroshilov                 |
| 2016      | Henrik Kristoffersen                                   | Marcel Hirscher                             | Felix Neureuther                      |
| 2017      | Marcel Hirscher                                        | Henrik Kristoffersen                        | Manfred Mölgg                         |
| 2018      | Marcel Hirscher                                        | Henrik Kristoffersen                        | André Myhrer                          |
| 2019      | Marcel Hirscher                                        | Clément Noël                                | Daniel Yule                           |
| 2020      | Henrik Kristoffersen                                   | Clément Noël                                | Daniel Yule                           |
| 2021      | Marco Schwarz                                          | Clément Noël                                | Ramon Zenhäusern                      |